# 伯恩哈德·黎曼
格奥尔格·弗雷德里希·伯恩哈德·黎曼（德語：Georg Friedrich Bernhard Riemann，1826年9月17日—1866年7月20日），德意志數學家，黎曼几何、黎曼猜想的提出者、复变函数论的创始人之一，在数学分析、数论、微分几何等领域贡献卓著，被广泛认为是有史以来最伟大的数学家之一。
黎曼从三角级数的收敛性着手，提出了黎曼可积理论，他的素数分布研究也为解析数论学科奠定基础。黎曼首次引入了黎曼曲面、黎曼流形等概念，开辟了拓扑学与微分几何的发展道路。而他建立的黎曼几何更为广义相对论提供了数学工具。

## 生平

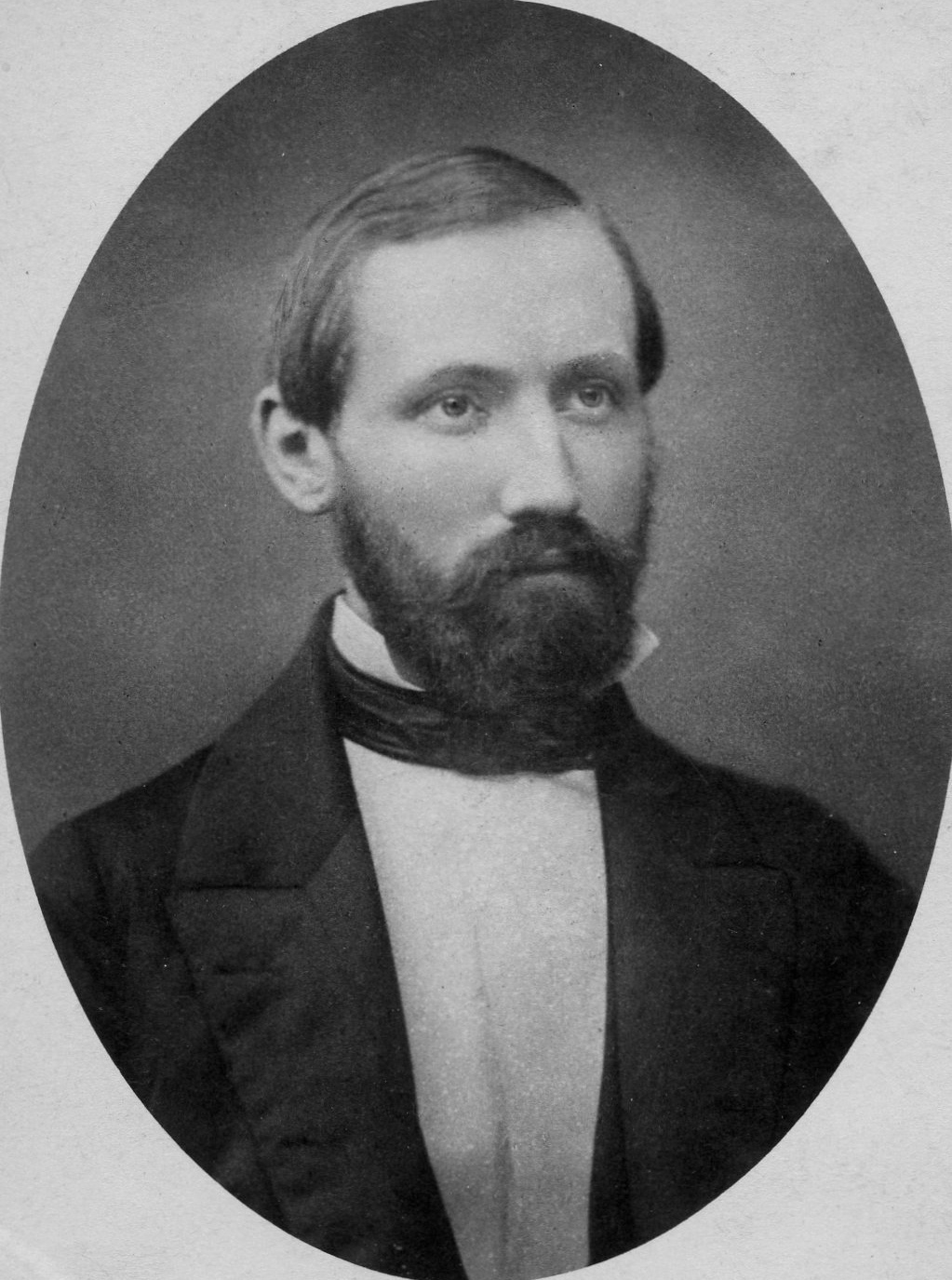
1850年代的黎曼

1826年9月17日，黎曼出生于汉诺威王国丹嫩贝格附近的小镇布雷瑟伦茨。他的父亲弗雷德里希·伯恩哈德·黎曼是当地一位贫困的路德会牧师，曾参与拿破崙戰爭。他的母亲夏洛特·埃贝尔则在黎曼20岁时逝去。他的父母共育有六个孩子，黎曼排行第二。其自幼就展现出不凡的数学天赋（例如計算能力），但其同时也拥有胆怯的性格，害怕在公共场合发言，且健康情况不佳。
1840年，黎曼搬到汉诺威随祖母生活，并进入家乡没有的文理中学就读。1842年祖母去世后，他转学到吕讷堡的约翰内乌姆文理中学学习。在那里，他深入学习《圣经》，但却常为数学分心。由于学习速度极快，他的数学水平很快就超越了所有老师。由于其学习天赋与内向性格，黎曼甚至被后世的学者认为是阿斯伯格患者。
1846年，黎曼按照父亲的意愿进入哥廷根大学神学院，学习哲学和神学。在此期间他去听了一些数学讲座，包括卡尔·弗里德里希·高斯关于最小二乘法的讲座。在得到父亲的允许后，他改学数学。
1847年春，黎曼转到柏林大學，投入雅可比、狄利克雷和雅各布·施泰纳门下。两年后他回到哥廷根大学任教。
1851年黎曼获博士学位。
1854年他做了第一次演讲，《论作为几何基础的假设》，正式开创了黎曼几何，并为后续爱因斯坦提出的广义相对论提供了数学基础。他在1857年升为哥廷根大学的编外教授，并在1859年狄利克雷去世后作为狄利克雷的继承人任正教授。他也是第一個建議用高於三維或四維描述物理現實的人。
1862年他與埃莉澤·科赫（Elise Koch）結婚，由於患肺病，開始了療養生活。
1866年，漢諾威王國和普魯士王國的軍隊在哥廷根發生衝突，黎曼逃離了那裡。他在第三次去意大利王國的途中因肺結核在塞拉斯卡（Selasca）去世，他被埋葬在此地的公墓。

## 贡献
他的名字出现在黎曼ζ函数、黎曼积分、黎曼-勒貝格定理、黎曼流形、黎曼映射定理、黎曼–希爾伯特問題、柯西-黎曼方程及黎曼曲面中。

## 参看
- 黎曼积分
- 黎曼猜想
- 黎曼張量
- 《对可用高斯级数表示的函数的理论的补充》

## 延伸阅读
- Derbyshire, John, , Washington, DC: John Henry Press, 2003, ISBN 0-309-08549-7.
- Monastyrsky, Michael, , Boston, MA: Birkhäuser, 1999, ISBN 0-8176-3789-3.
- Ji, Lizhen; Papadopoulos, Athanese; Yamada, Sumio (编). . Springer. 2017. ISBN 9783319600390.